# یواس‌ان‌اس ابل (تی‌ای‌جی‌اواس-۲۰)
یواس‌ان‌اس ابل (تی‌ای‌جی‌اواس-۲۰) (به انگلیسی: USNS Able (T-AGOS-20)) یک کشتی است که طول آن ۲۳۵ فوت (۷۲ متر) می‌باشد. این کشتی در سال ۱۹۹۱ ساخته شد.